# Tatiana Lavrova
Pour les articles homonymes, voir Lavrova.
Tatiana Ievgenievna Lavrova (en russe : Татьяна Евгеньевна Лаврова), de son vrai nom Andrikanis, née à Moscou (alors en Union soviétique) le 7 juin 1938 et morte dans cette ville (Russie) le 16 mai 2007, est une actrice soviétique et russe de théâtre et de cinéma.
Elle est Artiste du peuple de la RSFSR.

## Biographie
Tatiana Lavrova est diplômée de l'école de théâtre d'art de Moscou. De 1959 à 1961 et à partir de 1978, elle est actrice du Théâtre d'art de Moscou. Dans les années 1961-1978, elle joue au théâtre Sovremennik.
Son rôle principal dans le film Neuf Jours d'une année de Mikhaïl Romm lui apporte la célébrité dans toute l'Union soviétique.
Elle s'est mariée civilement avec Evgueni Ourbanski puis avec l'acteur Oleg Dahl avec qui elle vit pendant six mois. Son troisième mari est un joueur de football, Vladimir Mikhaylov avec qui elle a un fils, Vladimir, né en 1969.
Elle meurt le 16 mai 2007 des suites d'une longue maladie. Elle est enterrée au cimetière Troïekourovskoïe à Moscou.

## Filmographie (sélection)
- 1961 : Neuf Jours d'une année : Lyolya
- 1965 : Vremia, vperiod! : Klava
- 1967 : Le Mur mystérieux : Lena
- 1971 : Tous les hommes du roi : Sadie Burke
- 1975 : La Fuite de Monsieur McKinley : Mrs. Perkins
- 1982 : La Voix : Akhtyrskaya
- 1998 : Tchekhov et Cie : Olga Dmitrievna

## Récompenses et distinctions
- Ordre de l'Honneur
- Artiste émérite de la RSFSR
- Artiste du peuple de la RSFSR
- Nika